# Erich Lorenz (Heimatforscher)
Karl Alfred Erich Lorenz (* 5. Oktober 1894 in Annaberg; † 13. Januar 1981 in Annaberg-Buchholz) war ein deutscher Heimatforscher, Volkskundler und Chronist.
Lorenz trug eine einzigartige Biographiensammlung prominenter Erzgebirger und Vogtländer zusammen, die etwa 30.000 Personen umfasste. Diese sogenannte Lorenzsammlung wurde bis 2006 in der Sächsischen Landesstelle für erzgebirgische und vogtländische Volkskultur in Schneeberg verwahrt und befindet sich seitdem in der Sächsischen Landesstelle für Museumswesen in Chemnitz. Im Kulturbund der DDR war er u. a. als Gründer der Kreisfachgruppe Numismatik in Annaberg tätig und verfasste eine Kulturbundchronik seiner Heimatstadt von den Anfängen bis ca. 1965. Mehrere Jahre leitete er die Kulturbundortsgruppe. Als Bergmann der SDAG Wismut gehörte er zu den ersten Mitgliedern des Zirkels schreibender Werktätiger im Kulturhaus Erzhammer.
Lorenz schrieb außerdem mehrere Gedichte in Hochdeutsch und erzgebirgischer Mundart, von denen einige vertont wurden. Er war Mitarbeiter der Sächsischen Heimatblätter, des Kalenders Sächsische Gebirgsheimat, des Auerbacher Kreisspiegels und der Vorgängerzeitschriften der Erzgebirgischen Heimatblätter.
Er war der Onkel des Philosophen, Genealogen und Heimatforschers Wolfgang Lorenz.